# フルカ山岳蒸気鉄道
フルカ山岳蒸気鉄道（独 DFB: Dampfbahn Furka-Bergstrecke）は、レアルプ（スイス ウーリ州）とオーバーヴァルト（ヴァレー州）の区間を路線に持つ鉄道会社である。標高2431mのフルカ峠を越え、ローヌ氷河の近くを通過する。
ツェルマットとサン・モリッツを結ぶグレッシャー・エクスプレス（氷河急行）が同じルートを通っていたが、フルカベーストンネル（新フルカトンネル）の完成（1982年）により廃線になった後、ボランティアによる復旧活動で復活した。夏の間、蒸気機関車（一部ディーゼル機関車）で運行している。
2000年夏からレアルプ～グレッチ間で蒸気機関車での特別運行が始まり、2010年にレアルプ～オーバーヴァルトの全線が開通。スイス内外から観光客と鉄道ファンを引き寄せている。
スイストラベルシステムのパス所持者は、運賃が20%割引となる。標高2000mを越える山岳地帯のため、冬季（10月上旬～6月下旬）は積雪のため運休となる。

## ギャラリー

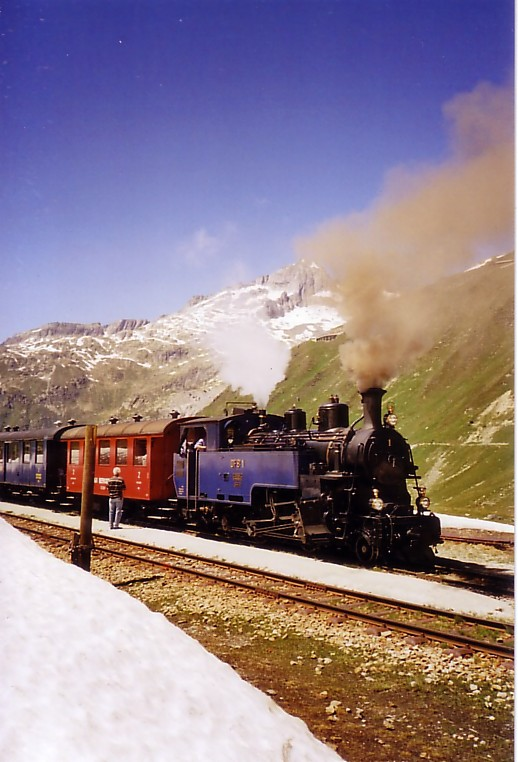
フルカ鉄道の機関車、ムットバッハ駅
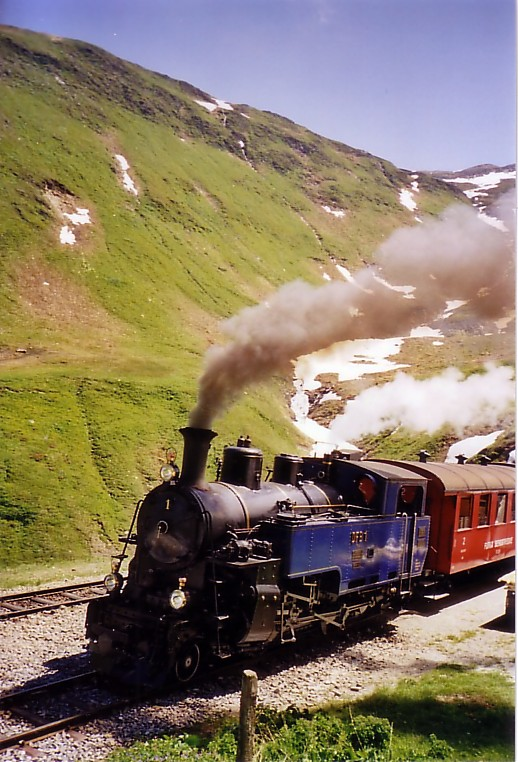
フルカ鉄道の機関車、フルカ駅
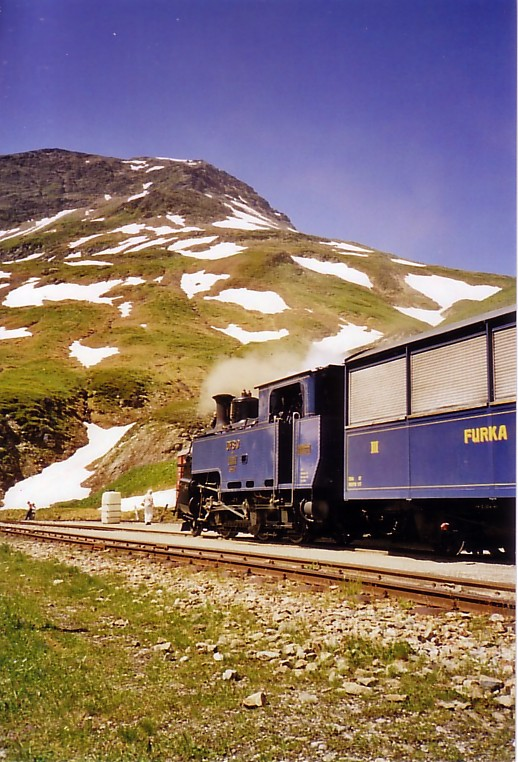
フルカ鉄道の列車、フルカ駅
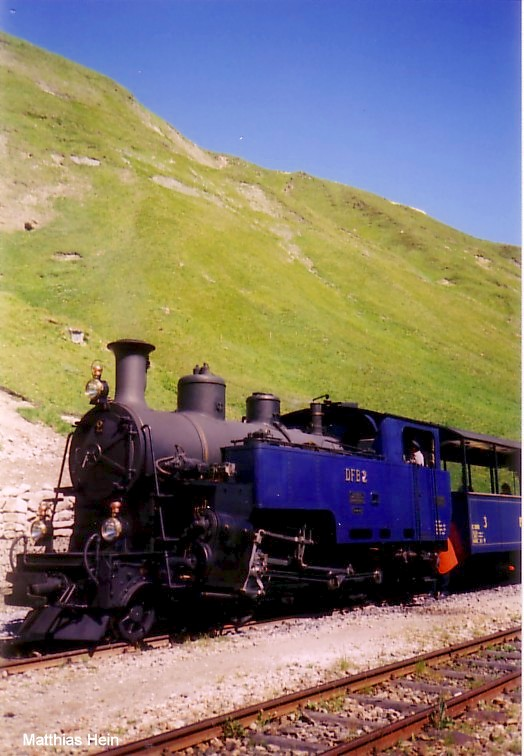
フルカ鉄道の機関車、フルカ駅
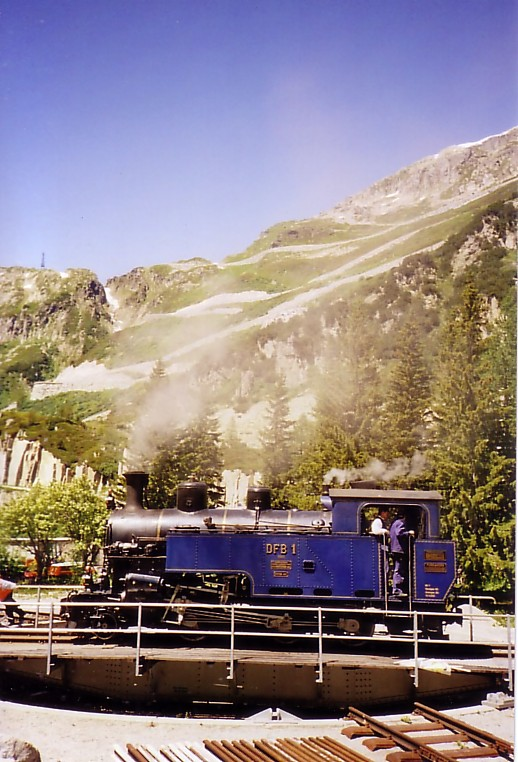
グレッチュ駅、フルカホルン機関車
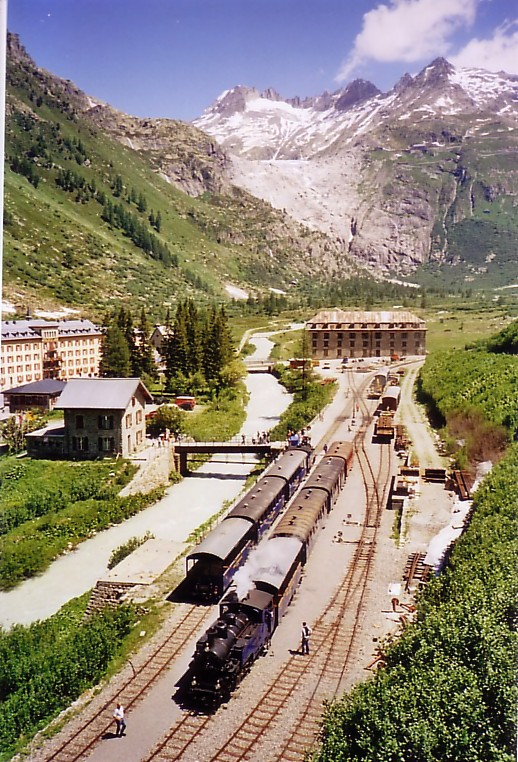
グレッチュ駅
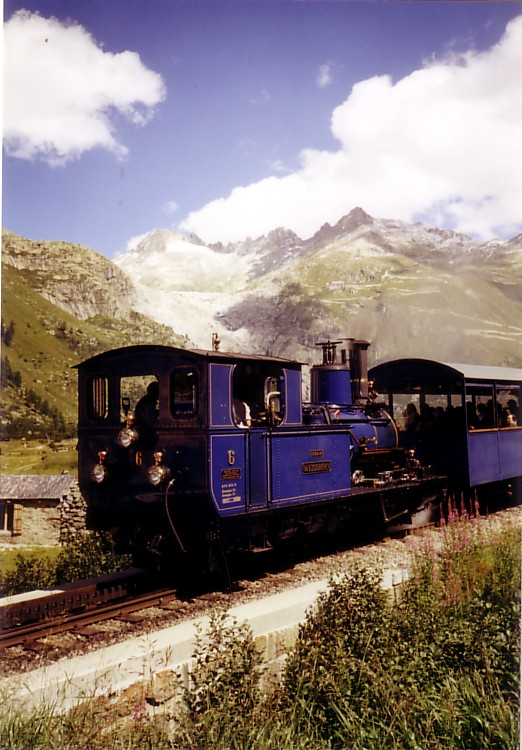
ヴァイスホルン機関車
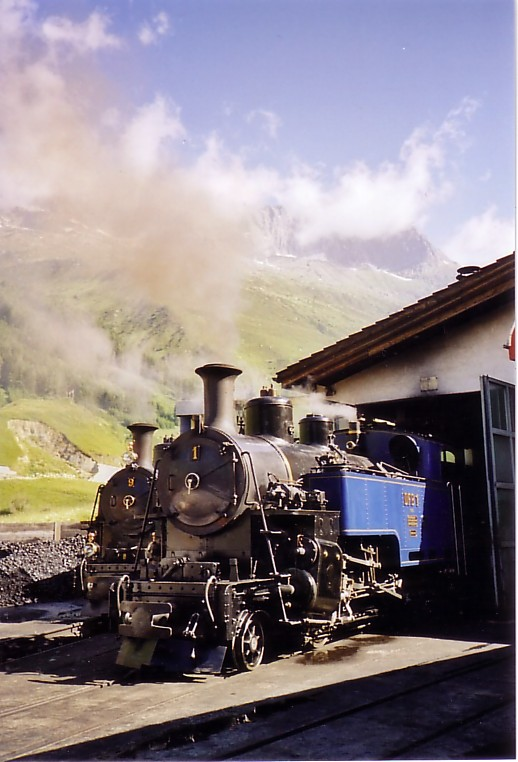
レアルプ駅